# Polotitlán de la Ilustración
Polotitlán de la Ilustración är en ort i Mexiko och administrativ huvudort i kommunen Polotitlán i delstaten Mexiko. Polotitlán de la Ilustración hade 3 211 invånare vid folkräkningen 2020, upp från 2 881 vid folkräkningen 2010.